# Cheryl Chase
Bo Laurent, mais conhecida pelo seu pseudônimo Cheryl Chase (Nova Jérsia, 14 de agosto de 1956), é uma ativista intersexo norte-americana e fundadora da Sociedade Intersexo da América do Norte (Intersex Society of North America). Ela começou a usar os nomes Bo Laurent e Cheryl Chase simultaneamente na década de 1990 e mudou seu nome legalmente de Bonnie Sullivan para Bo Laurent em 1995.

## Primeiros anos
Chase nasceu em Nova Jérsia com genitália ambígua que confundiu os médicos. De acordo com o jornal The New York Times, seus pais originalmente a chamaram de Brian Sullivan, observando que "Chase é XX, e a razão para sua condição intersexo nunca foi totalmente compreendida." Outras fontes afirmam que seu nome original era Charlie, já que até recentemente Chase preferia usar pseudônimos ao se referir à sua infância.
Chase disse a revista Salon que ela nasceu com "órgãos sexuais masculinos/femininos mistos" e após a descoberta dos ovários e do útero, uma clitoridectomia foi realizada para remover seu clitóris maior quando ela tinha 18 meses. Seus pais, conforme aconselhado pelos médicos, mudaram-se para uma nova cidade e a criaram como uma menina, Bonnie Sullivan. Embora ela tivesse começado a falar antes da operação, ela ficou em silêncio por seis meses depois.
Ela disse ao Salon que seu ovotestis foi removido aos oito anos (posteriormente esclarecido como "a parte testicular de seus ovotestes"). Ela descobriu sobre a clitoridectomia aos dez anos e, aos 21 anos, conseguiu obter acesso aos seus registros médicos  (algumas fontes dizem que isso ocorreu quando ela tinha pouco mais de trinta anos).

## Educação e carreira
Chase se formou no Instituto de Tecnologia de Massachusetts (MIT, em inglês) com um Bachelor of Science (BS) em matemática em 1983. Ela então estudou japonês na Harvard Extension School e no Intensive Summer Language Institute do Middlebury College, que foi fundado por congregacionalistas. Em 1985, Chase estava trabalhando como designer gráfico. Ela então se mudou para o Japão como pesquisadora visitante na Universidade de Hiroshima. Mais tarde, ela se juntou a uma empresa de software de computador perto de Tóquio como cofundadora. Enquanto estava no Japão, ela também fez trabalhos de tradução; "Eu era boa em todas as coisas difíceis, as coisas não emocionais que são consideradas mais masculinas", disse Chase. Ao retornar aos Estados Unidos, Chase começou a trabalhar como ativista intersexo. Em 2008, Chase recebeu um MA em desenvolvimento organizacional pela Universidade Estadual de Sonoma.

## Ativismo intersexo

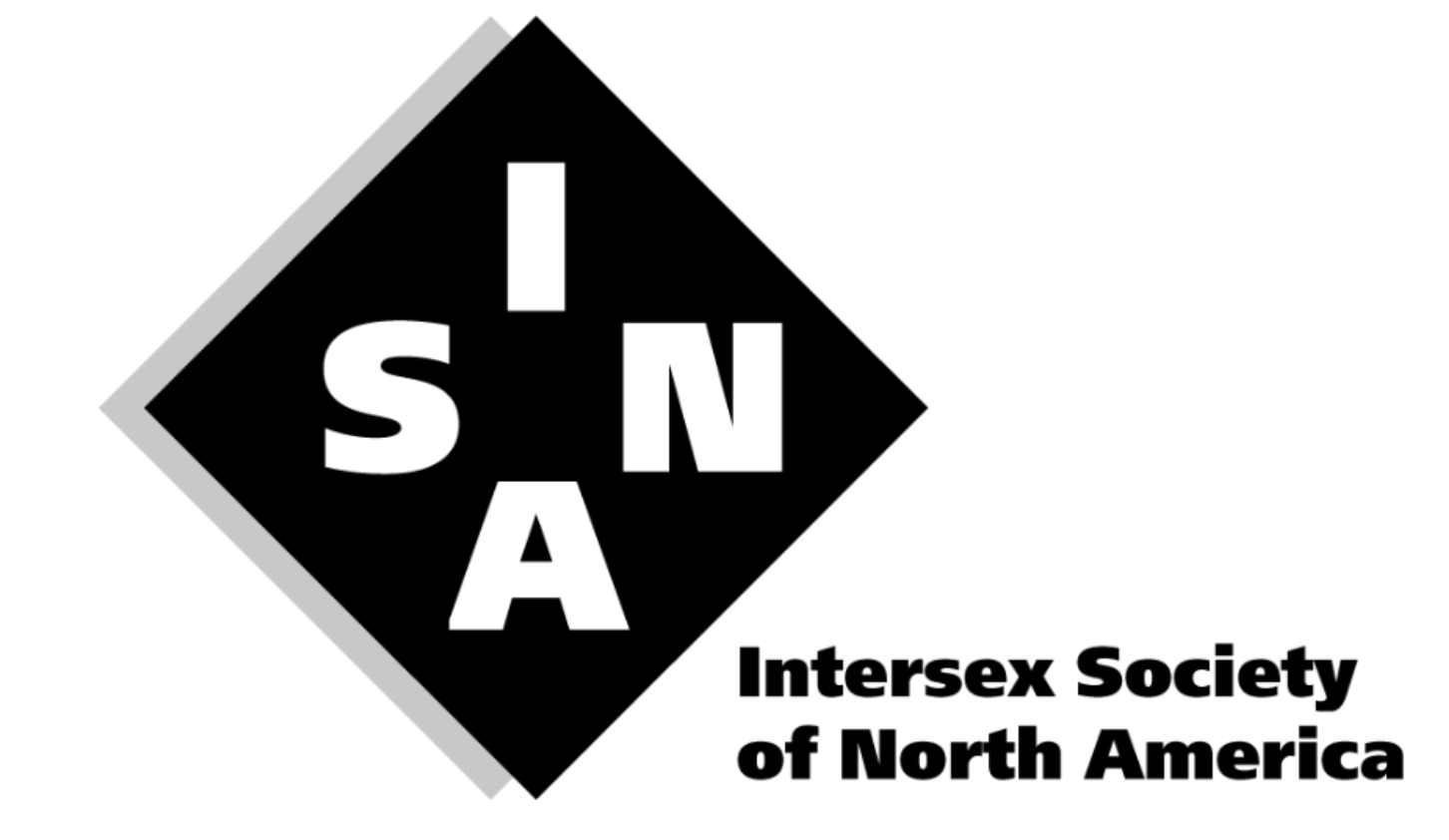
Logo do movimento fundado por Chase

Chase teve um "transtorno mental" em seus 35 anos. Ela disse ao Salon que certa vez pensou em cometer suicídio "na frente do médico mutilador que havia deixado sua genitália dormente e com cicatrizes". Quando tinha 35 anos, Chase retornou aos EUA e importunou sua mãe por respostas, então embarcou em uma busca por uma compreensão mais completa do que havia aprendido. Chase contatou muitos pesquisadores acadêmicos e pessoas com experiências pessoais de condições intersexuais. Em 1993, por meio de uma carta ao editor publicada na edição de julho/agosto da revista The Sciences, ela fundou a extinta Sociedade Intersexo da América do Norte (ISNA - Intersex Society of North America) por decreto e pediu que as pessoas escrevessem para ela sob seu novo nome, Cheryl Chase, o início do movimento para proteger os direitos humanos de pessoas nascidas com condições intersexuais nos EUA. Na década de 1990, ela começou a usar os nomes Bo Laurent e Cheryl Chase simultaneamente, às vezes na mesma publicação. Ela é a criadora do Hermaphrodites Speak! (1995), um documentário de 30 minutos no qual várias pessoas intersexo discutem o impacto psicológico das suas condições e do tratamento médico e parental que receberam, e o editor da revista Hermaphrodites with Attitude.
Em 1998, Chase escreveu um amicus curiae para o tribunal constitucional colombiano, que estava então considerando uma decisão sobre cirurgia para um menino de seis anos com micropênis. Em 2004, Chase e a ISNA persuadiram a Comissão de Direitos Humanos de São Francisco a realizar audiências sobre procedimentos médicos para bebês intersexuais. Chase publicou comentários em periódicos médicos e criticou escritoras feministas, incluindo Alice Walker e Katha Pollitt, por não colocarem a intersexualidade na agenda feminista, apesar de sua condenação da mutilação genital feminina na África e em outros lugares. A ISNA foi homenageada com o Prêmio Felipa de Souza de Direitos Humanos de 2000 da Comissão Internacional de Direitos Humanos de Gays e Lésbicas.

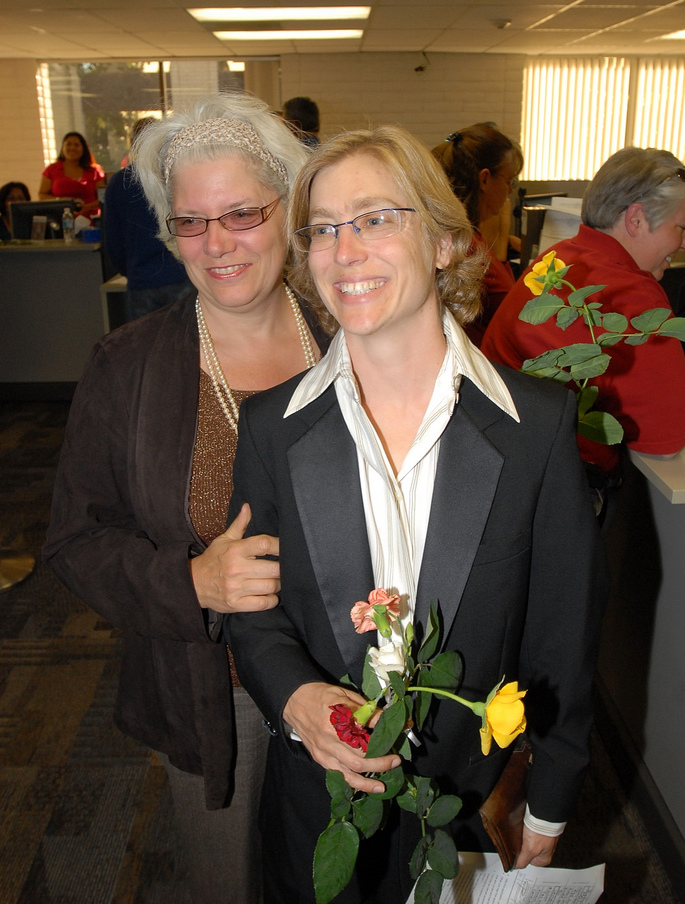
Cheryl Chase e Robin Mathias se casaram na Califórnia em 2008.

O ativismo de Chase foi um fator determinante para que as disciplinas de urologia e endocrinologia reabrissem a consideração das condições intersexuais. Chase defende uma visão mais complexa da intersexualidade: em particular, a de que as dificuldades não podem ser eliminadas pela cirurgia genital precoce. Em agosto de 2006, a Pediatrics publicou uma carta assinada por 50 especialistas internacionais, incluindo Chase, intitulada "Declaração de Consenso sobre o Manejo dos Distúrbios Intersexuais". A declaração, no entanto, não desencoraja intervenções cirúrgicas, mas enfatiza a cautela.
Em 2017, Chase participou do lançamento de um relatório da Human Rights Watch e da interACT sobre cirurgias medicamente desnecessárias em crianças intersexo, "I Want to Be Like Nature Made Me" (Quero Ser Como a Natureza Me Fez), baseado em entrevistas com pessoas intersexo, famílias e médicos. O relatório constatou que as intervenções médicas intersexo persistem como orientação padrão dos médicos aos pais, apesar de algumas mudanças em algumas regiões dos EUA e das alegações de técnicas cirúrgicas aprimoradas, resultando em uma situação desigual, onde os cuidados diferem e há uma falta de padrões de atendimento. No entanto, os paradigmas de atendimento ainda se baseiam em fatores socioculturais, incluindo expectativas de "normalidade", e ainda faltam evidências que sustentem as cirurgias. "Quase todos os pais" no estudo relataram pressão para que seus filhos se submetessem à cirurgia, e muitos relataram desinformação. O relatório pede a proibição de "procedimentos cirúrgicos que buscam alterar as gônadas, os genitais ou os órgãos sexuais internos de crianças com características sexuais atípicas, jovens demais para participar da decisão, quando esses procedimentos apresentam um risco significativo de dano e podem ser adiados com segurança".

## Vida pessoal
Chase escreve sobre ser abertamente lésbica desde os seus vinte anos. Chase casou-se com seu parceiro de cinco anos, Robin Mathias, em São Francisco em 2004. Eles vivem em uma fazenda no Condado de Sonoma, na Califórnia, e se casaram novamente em 2008 após o julgamento na Suprema Corte dos Estados Unidos sobre In re Marriage Cases.